# Berwick (Louisiane)
Pour les articles homonymes, voir Berwick.
Berwick est une ville de la paroisse de Sainte-Marie, dans l'État de Louisiane, aux États-Unis,. En 2020, elle compte une population de 4 771 habitants.

## Démographie
Lors du recensement de 2010, la ville comptait une population de 4 946 habitants, tandis qu'en 2020, elle s'élève à 4 771 habitants.